# تورباسلی
تورباسلی (انگلیسی: Turbasly) یک شهرک در شهرستان ایگلینسکی استان باشقیرستان کشور روسیه است.